# Línea del Alentejo
La línea del Alentejo es un tramo ferroviario que une las localidades de Barreiro y Funcheira, en Portugal. Sucede al Ferrocarril del Sur, cuyo primer tramo, entre Barreiro y Bombel, fue abierto a la explotación en 1857; la conexión entre Barreiro, Beja y Tunes fue, a comienzos del siglo XX, clasificada como Línea del Sur, y, en 1992, el tramo entre Barreiro, Beja y Funcheira fue designado como línea del Alentejo.

## Características

### Servicios de pasajeros
En 1992, se realizaban servicios urbanos entre Barreiro y Praias-Sado, remolcados por locomotoras de la CP Serie 1520 También se operaban convoyes regionales, remolcados por locomotoras de la CP Serie 1200. También existió, desde 1960, un servicio de automotores entre Barreiro y Sines.

### Servicios de mercancías
Desde 1991, cuando entró en servicio el Ramal de Neves-Corvo, pasaron a transitar, por la Linha del Alentejo, servicios de mineral provenientes de la Mina de Neves-Corvo, con destino a Praias-Sado. Al año siguiente, se comenzaron los transportes de carbón entre el Puerto de Sines y la Central do Pego, cuyo recorrido pasaba por el tramo entre Poceirão y Bombel.

## Historia
Los primeros planos para construir una conexión ferroviaria entre la Margen Sur del Río Tajo y la región de Alentejo data de mediados del siglo XIX; para este fin, fueron instituidas las Compañías Nacional de los Ferrocarriles al Sur del Tajo, responsable del tramo de Barreiro a Vendas Novas, y de los Ferrocarriles del Sudeste, que debería construir la línea desde aquella localidad hasta Beja y Évora. El primer tramo, de Barreiro a Bombel, abrió el 15 de junio de 1857, y la línea llegó a Beja  el 15 de febrero de 1864. LA línea llegó a Casével el 20 de diciembre de 1870, Amoreiras-Odemira el 3 de junio de 1888, y a Faro el 1 de julio de 1889.
La Línea del Alentejo fue oficialmente creada por el Decreto de ley 140/92, del 20 de junio de 1992, que estableció su trazado entre Barreiro y Funcheira, pasando por Pinhal Novo y Vendas Novas.